# Grévy-zebra
A Grévy-zebra (Equus grevyi) a páratlanujjú patások (Perissodactyla) rendjébe, ezen belül a lófélék (Equidae) családjába tartozó ritka kelet-afrikai emlős, a négy zebrafaj közül egyedei a legnagyobb testméretűek. Nevét Jules Grévy 19. századi francia köztársasági elnökről kapta, aki egy ilyen állatot kapott ajándékba Abesszíniától.

## Előfordulása
A Grévy-zebra ma kizárólag Dél-Etiópia (az Ogaden és az Avas völgye) és Kenya száraz területein, bozótosokban és füves pusztákon fordul elő mind kisebb számban. Szomáliából az 1970-es években pusztult ki végleg.

## Megjelenése
A többi zebrafajtól jól elkülöníthető igen sűrű fekete csíkozása miatt, amely fehéres-krémszínű hasán és a fehérrel keretezett fekete orrán kívül egész testét, robusztus nyakát és fejét, illetve végtagjait is borítja. Hátán a gerinc mentén fehérrel keretezett fekete sáv fut végig. Sörénye rövid, durva szőrű.
Marmagassága 145–160 centiméter, fara ennél némileg alacsonyabb. Testhossza 250–275 centiméter, farka 55–75 centiméter. A faj testtömege 350–450 kilogramm között mozog.

## Életmódja
A többi zebrától eltérően ez a faj nem alkot állandó csordákat, a különböző nemű egyedek véletlenszerűen verődnek össze. Néhány csődör – az összes kb. 10%-a – territóriumot tart fenn, de azt nem védelmezi a betolakodókkal szemben – igaz, azok sem próbálnak párosodni idegen területen. A területek növényevőknél szokatlanul nagy méretűek is lehetnek: 2,7 – 10,2 km² között mozoghatnak.
A Grévy-zebra minden rokonához hasonlóan nappal aktív növényevő, elsősorban fűfélékkel táplálkozik.

## Szaporodása

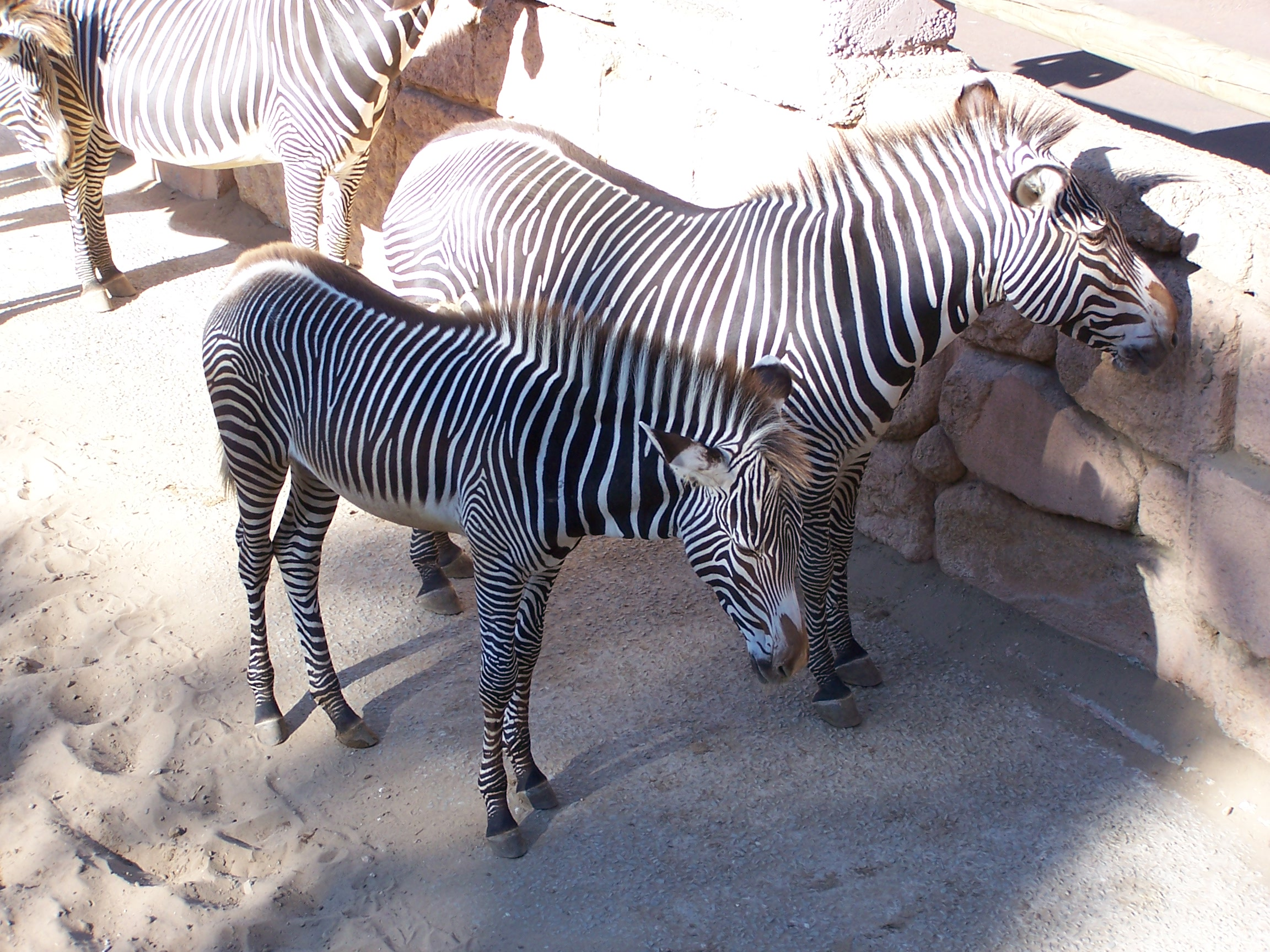
Kanca idősebb csikajával

Egész évben kész a párzásra, mivel a nőstények minden 19-33 napban termékenyek 2-3 napig. Az egyetlen utód mégis általában augusztus–szeptemberben jön világra 390 napos vemhességet követően. A kis zebrák pár perccel világrajöttük után már felállnak, és nem egészen egyórás korukban már járni is tudnak. Az anyaállatok ebben a legkorábbi szakaszban agresszíven viselkednek más kancákkal szemben, mivel a csikó számára szükséges, hogy anyja képe bevésődjön.
A csikók kb. 7 hónapig szopnak, de 2-3 évig anyjukkal maradnak. Az ivarérettséget négyéves korukra érik el. Legfeljebb 20 évig élnek.

## Képek

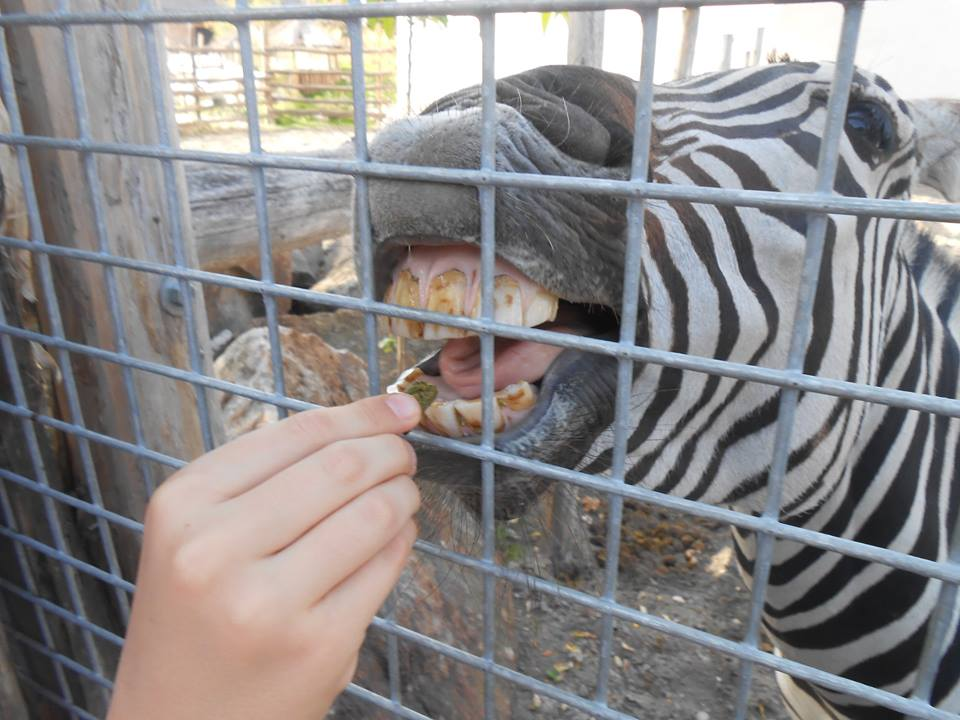
Grévy zebra a Budapesti Állatkertben

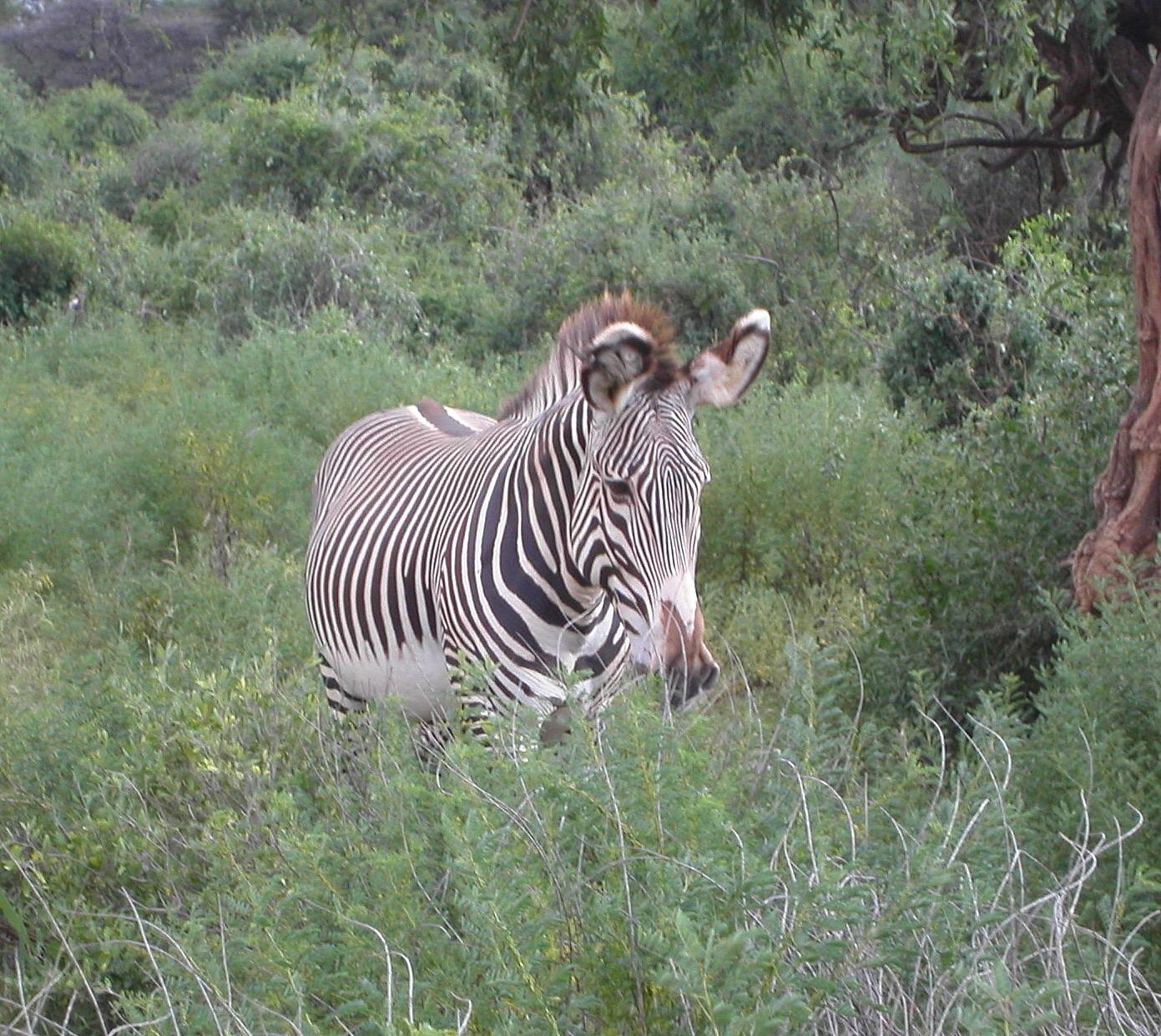
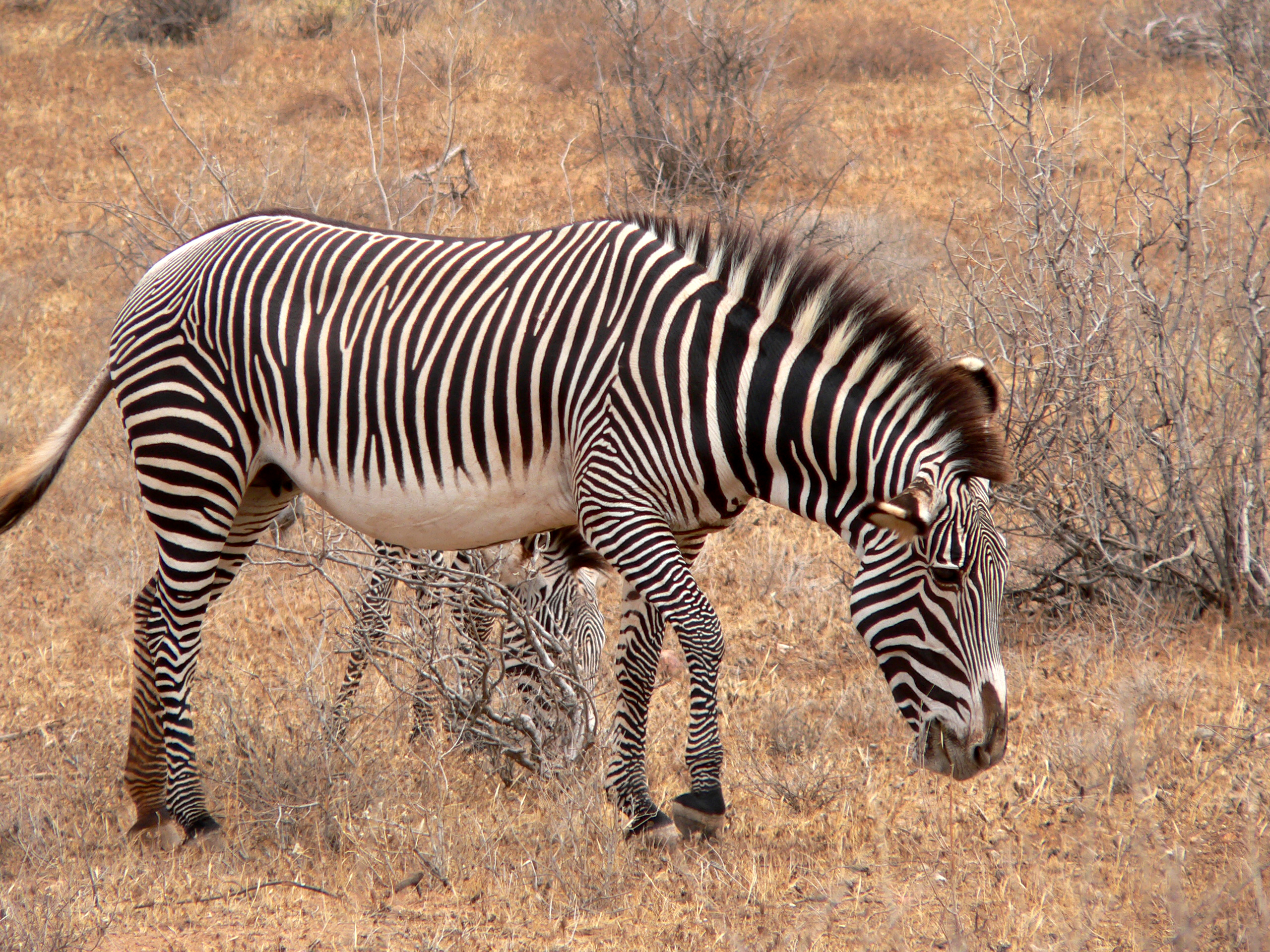
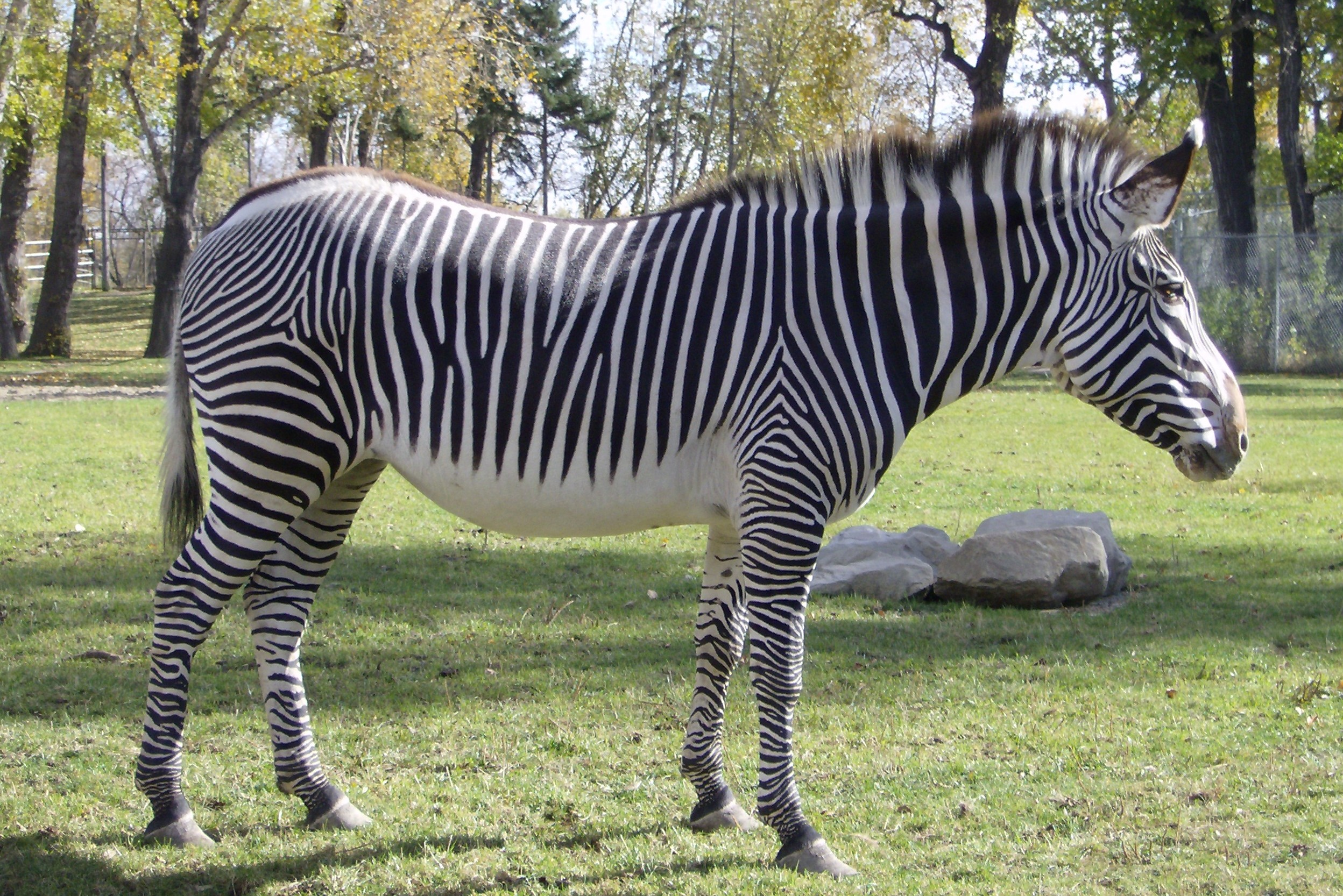
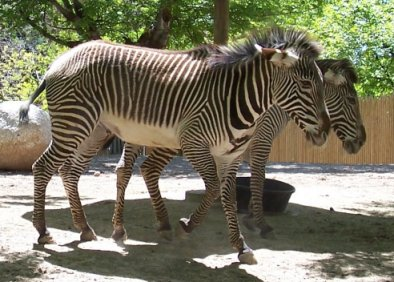
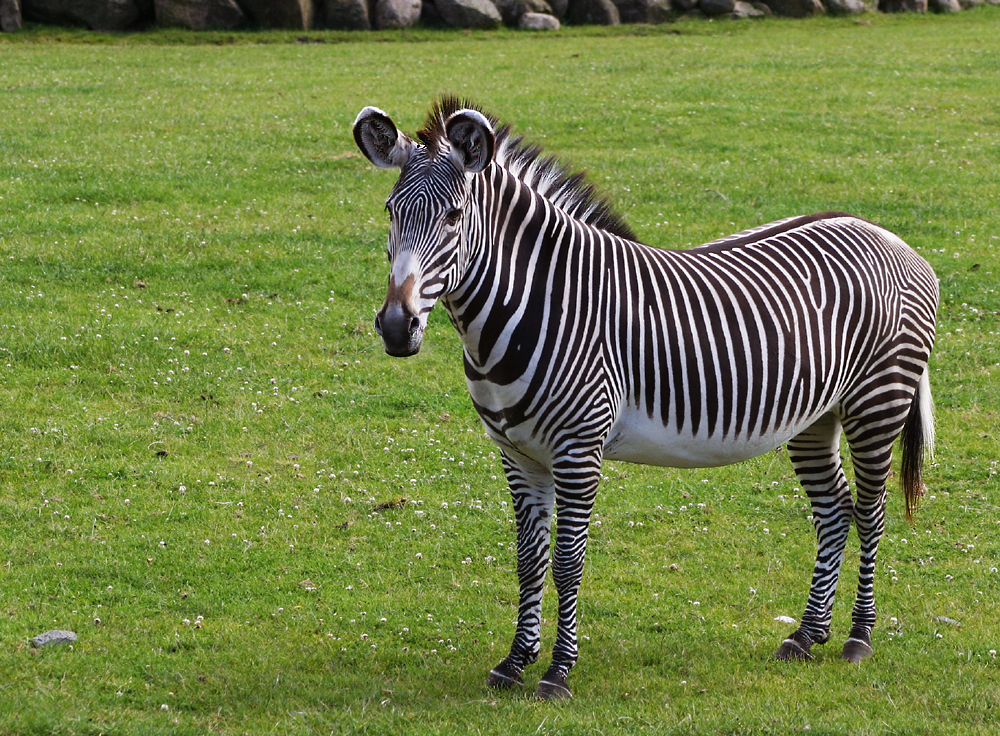
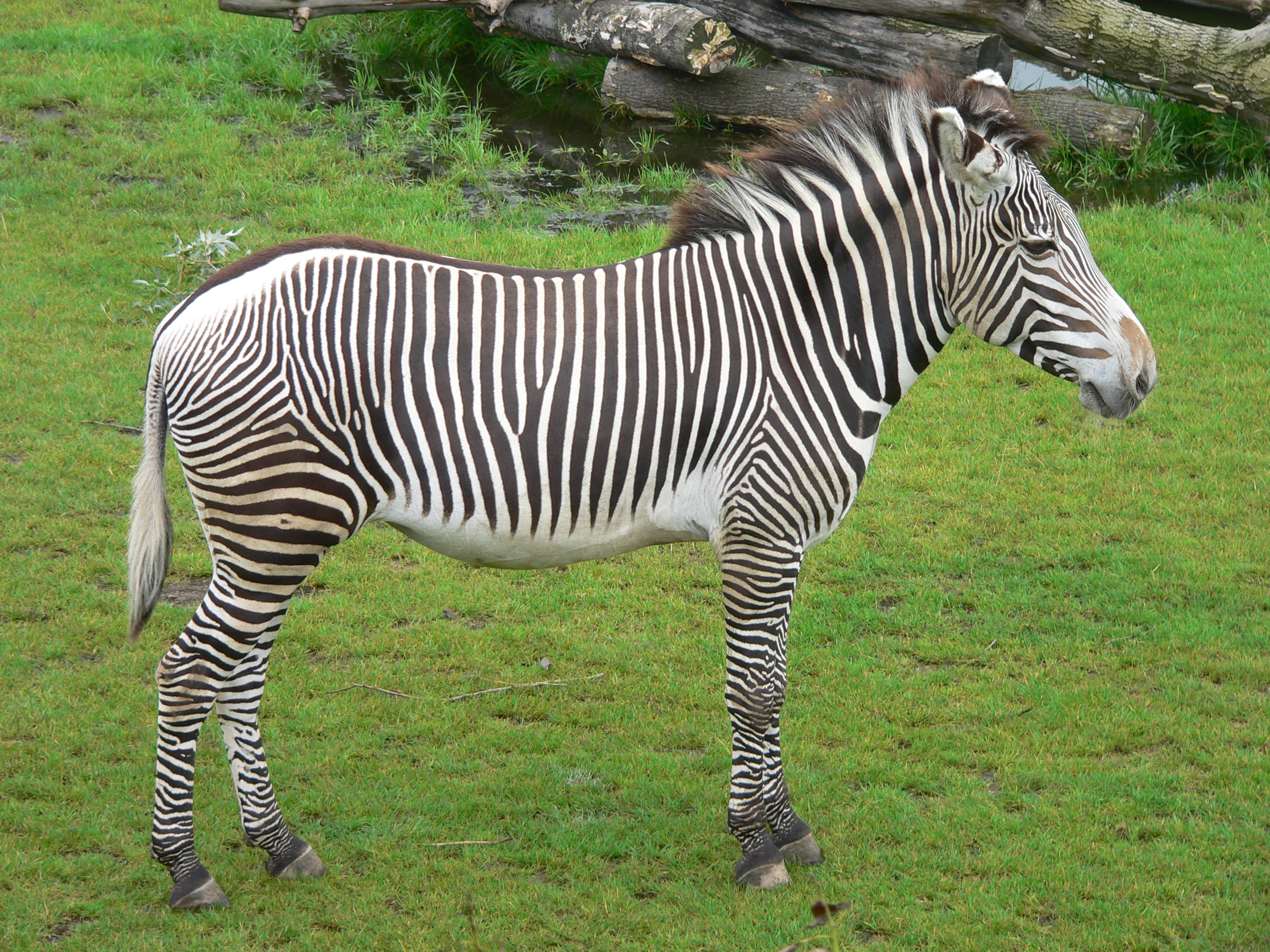
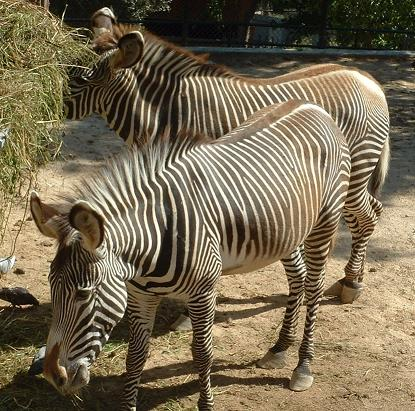
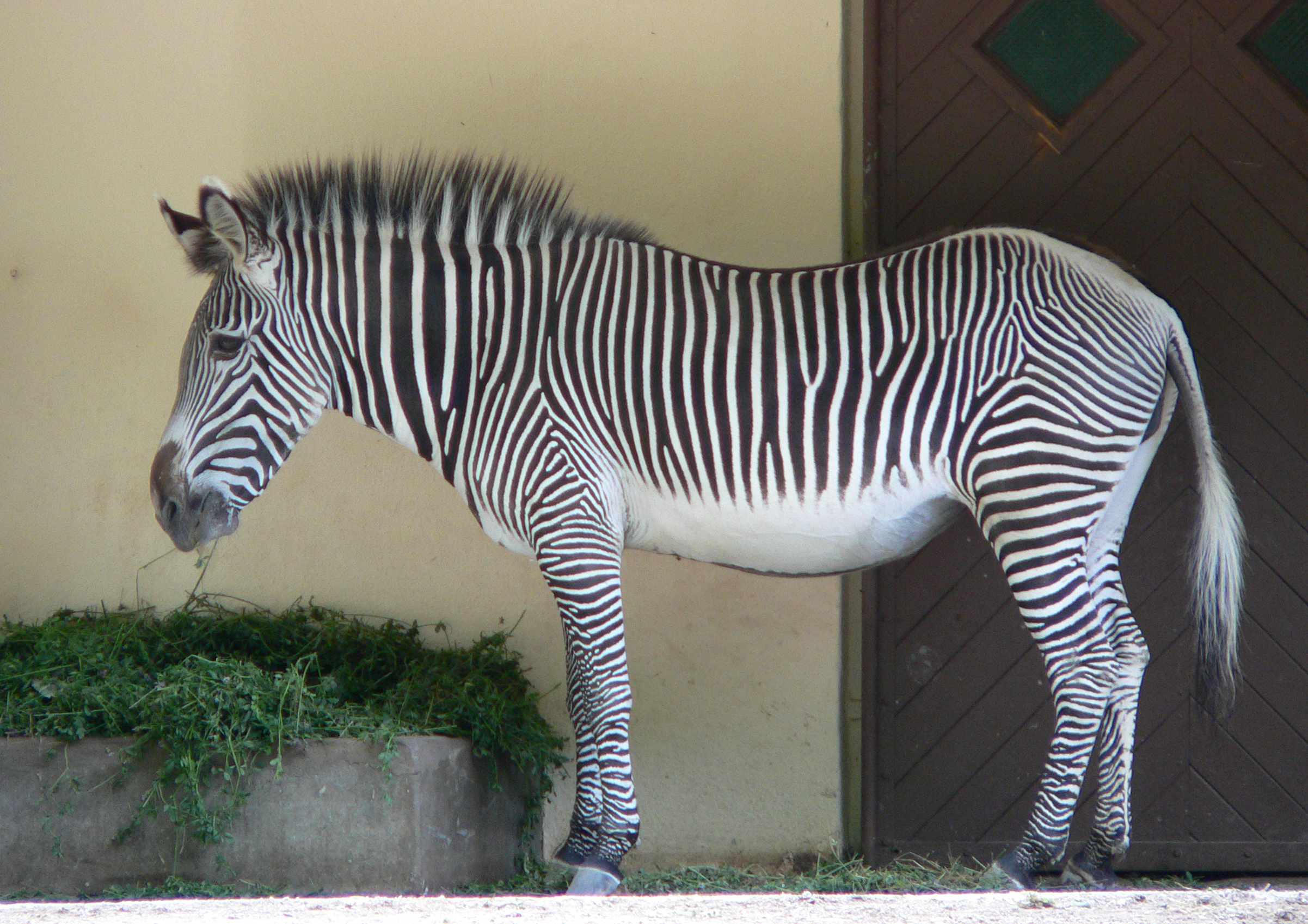
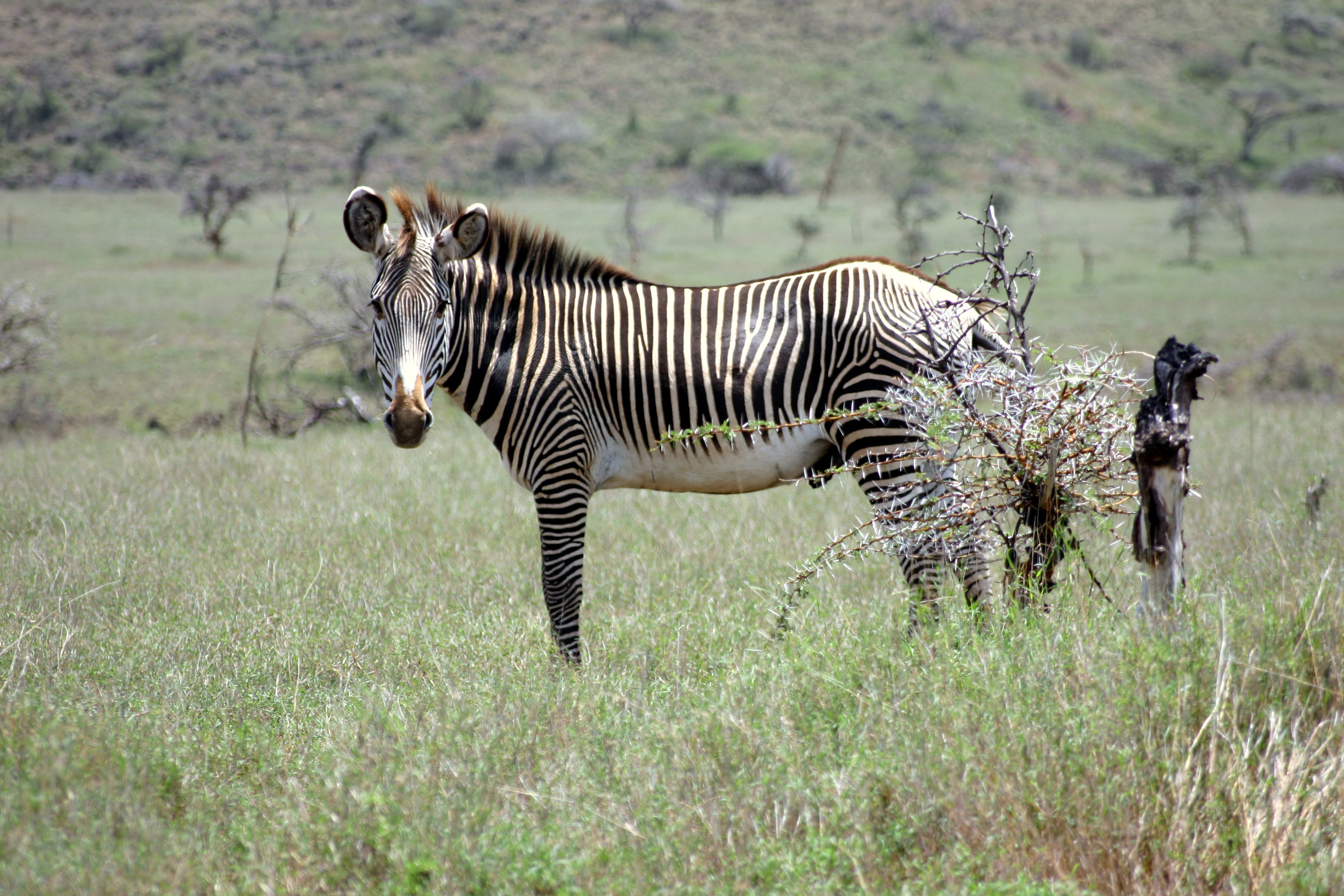
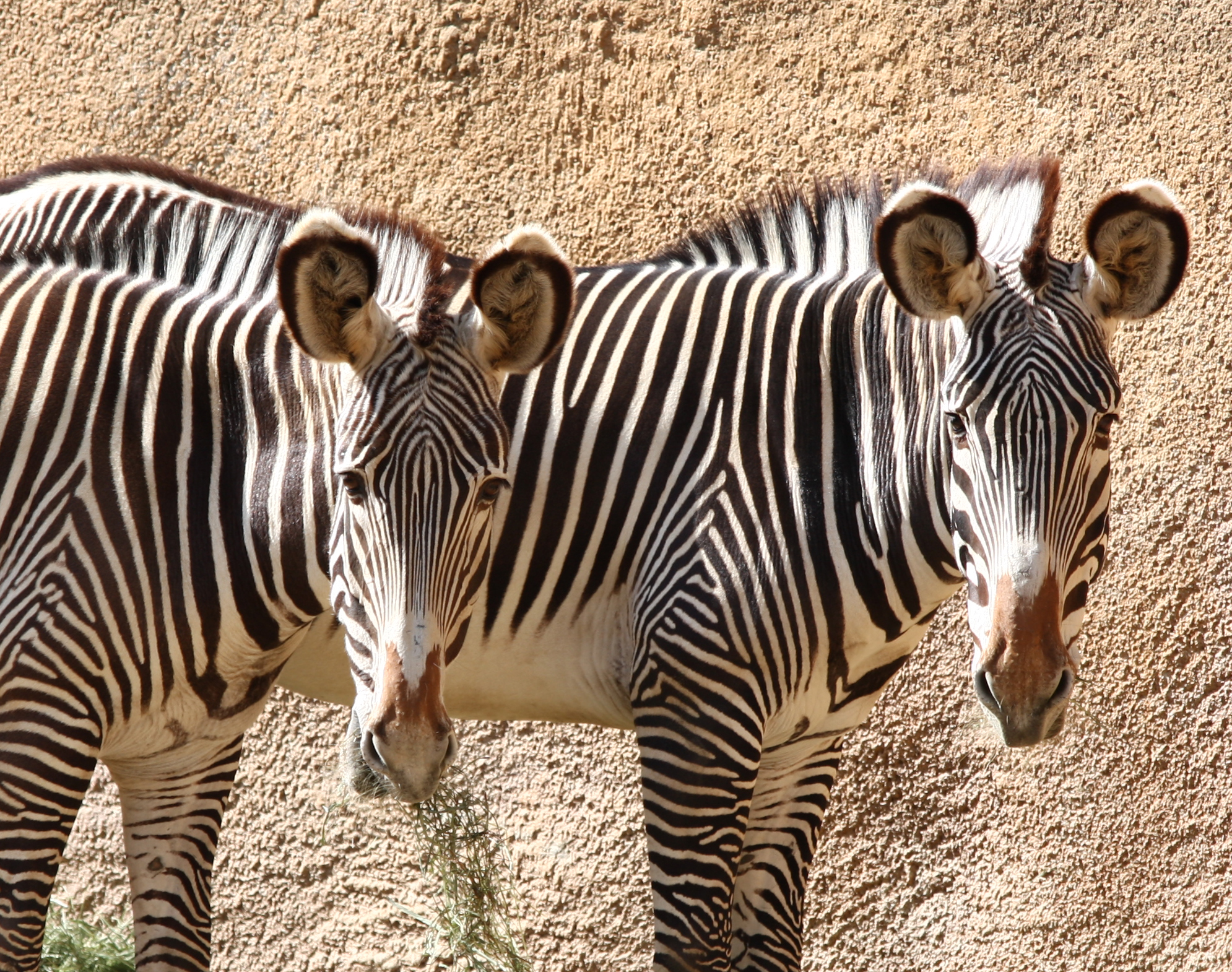

## Védettsége
A Grévy-zebrának ma kb. 2000-2500 példánya él a vadonban. A fajt elsősorban élőhelyének szűkülése és a pásztorkodás terjeszkedése veszélyezteti, illetve az 1970-es években divatban volt a zebrabunda. Kenyában és Etiópiában 1977–1988 között az állomány 70%-os pusztulást szenvedett el, és a tendencia tovább romlik. Szerencsére a Grévy-zebra számos állatkertben megtalálható, így van esély a megmentésére. A romló tendenciákra való tekintettel a Természetvédelmi Világszövetség (IUCN) veszélyeztetettnek minősíti, és a CITES I. függelékében szerepel. Magyarországon csak a Nyíregyházi Állatparkban élnek Grévy-zebrák.